# Сигет (фестиваль)
Фестиваль Сигет (венг. Sziget, буквально «Остров») — ежегодный фестиваль музыки, культуры и искусства, один из самых больших в Европе. Недельное мероприятие проводится с 1993 года в августе, на острове Обуда. 
Более половины посетителей фестиваля иностранцы, больше всего туристов приезжает из Германии, Великобритании, Нидерландов.  

## История фестиваля
Первый Sziget был организован в 1993 году, на нём выступали только венгерские музыканты. Тогда фестиваль назывался Diaksziget, что в переводе с венгерского означало «студенческий остров», а теперь — просто «остров». В 1993-м Sziget посетили 43 тысячи человек, сейчас фестиваль ежегодно посещают 400–500 тысяч меломанов.
В течение недели посетители фестиваля могут ознакомиться с широчайшим спектром музыки: от народной до электронной танцевальной. В дополнение к этому на фестивале можно найти цирк, танцевальную школу, спортивные площадки, передвижную ярмарку, арт-зону, дискуссионные клубы, языковые школы, детские программы, благотворительные акции и многое другое. При этом программа фестиваля меняется и модифицируется год от года. 
К примеру, в 2018 году гости фестиваля увидели около 1000 программ на 60 площадках и сценах. Фестиваль посетило 566 000 зрителей из более чем 100 стран, что сделало его пятым по величине фестивалем в мире. 
В 2020–2021 годах, в связи с пандемией коронавируса, фестиваль не проводился.
В 2024 году фестиваль пройдет с 7 по 12 августа. Уже подтверждены выступления Мартина Гаррикса, Fred Again и Аврора.